# Monedas del dólar beliceño

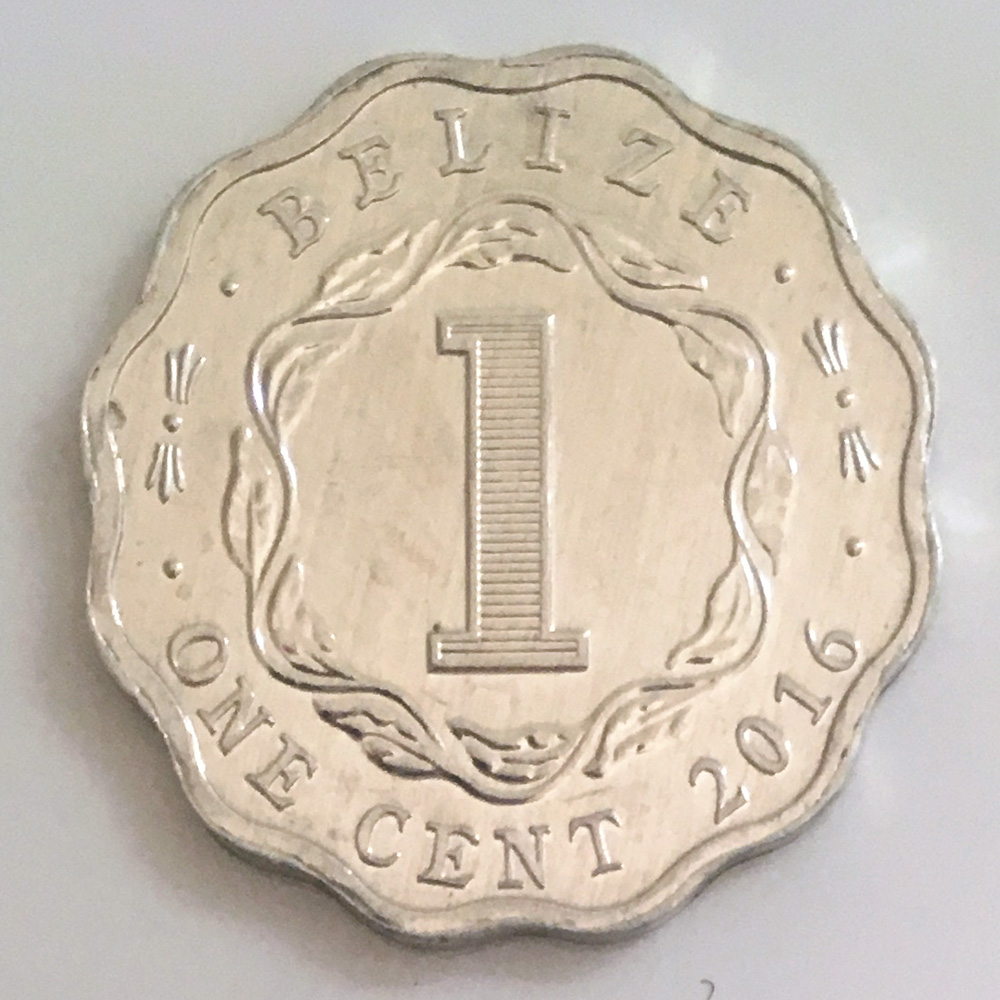
La moneda de un centavo de Belice tiene un borde ondulado que la distingue él de la moneda de cinco centavos.

El 1 de junio de 1973, la colonia de la Honduras Británica cambió su nombre a Belice, pero su estado permaneció inalterado hasta 1981, cuando a Belice le fue concedida su independencia.

## Monedas de la Colonia de Belice (1973–80)
Las monedas de la Colonia de Belice conservan los mismos diseños básicos de las monedas de la Honduras británica, pero con el nombre del país cambiado por "Belice". Estas monedas fueron acuñadas en la Royal Mint, Llantrisant. Una serie de monedas numismática, que representan el escudo de Belice en el anverso en lugar del retrato de la Reina, fueron acuñadas en la Franklin Mint. Sin embargo, estas monedas estaban generalmente dirigidas a coleccionistas estadounidenses, por lo que no circularon en Belice.

## Monedas de Belice (1981–)
Las monedas de la serie de 1981 son consideradas por los coleccionistas como las primeras monedas oficiales de Belice. La mayoría de monedas desde la independencia han sido acuñadas en la Royal Mint, y todavía tienen los diseños de las monedas de la Honduras británica. Reina Isabel II, la Reina en derecho de Belice, todavía aparece en las monedas beliceñas mirando a la derecha y llevando la Corona del Estado Imperial. 

### Monedas posteriores a la independencia

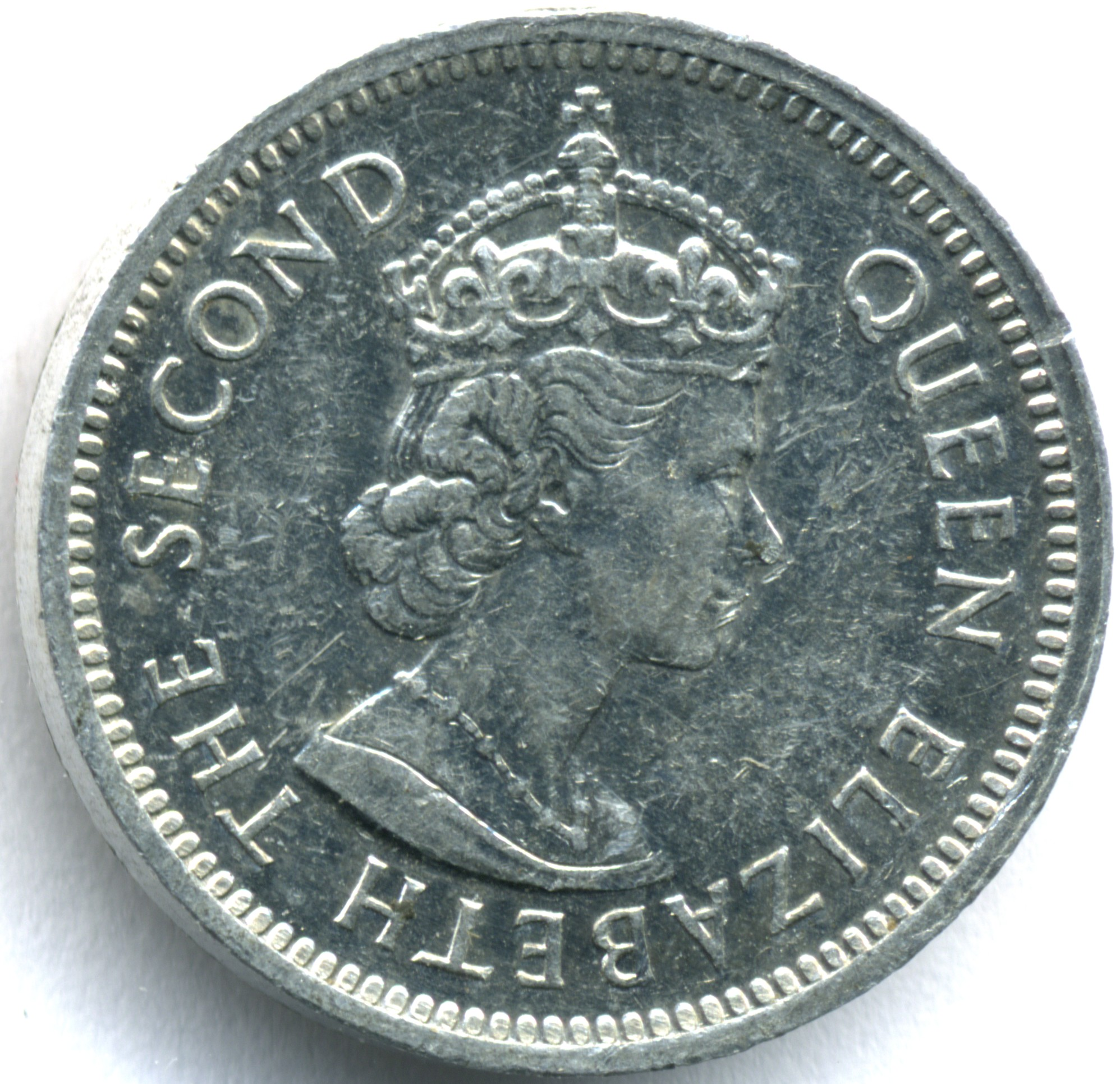
Anverso de una moneda de cinco centavos, aunque similar en tamaño, se distingue de las de un centavo por su forma
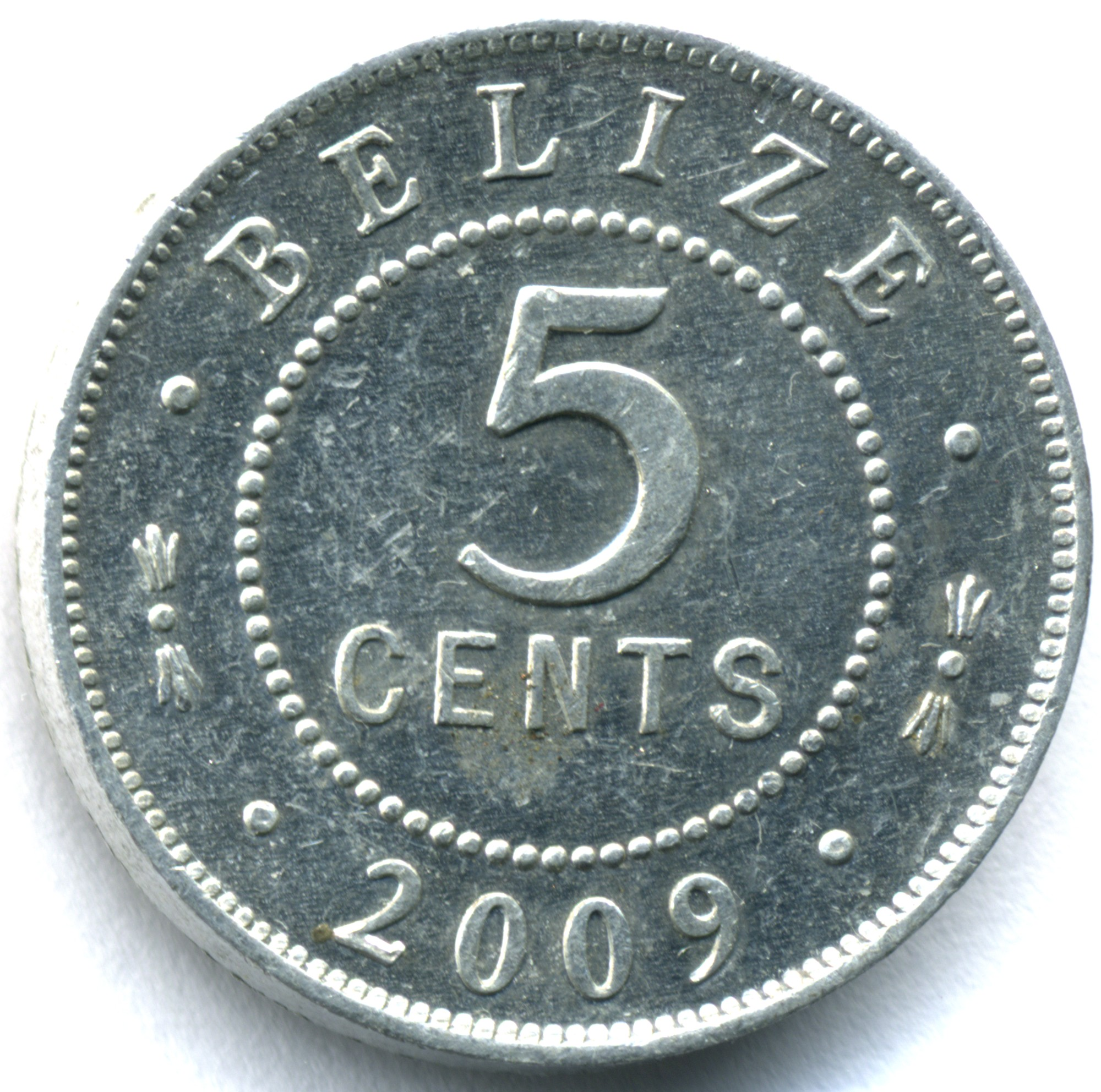
Reverso de una moneda de cinco centavos, hecha de aluminio
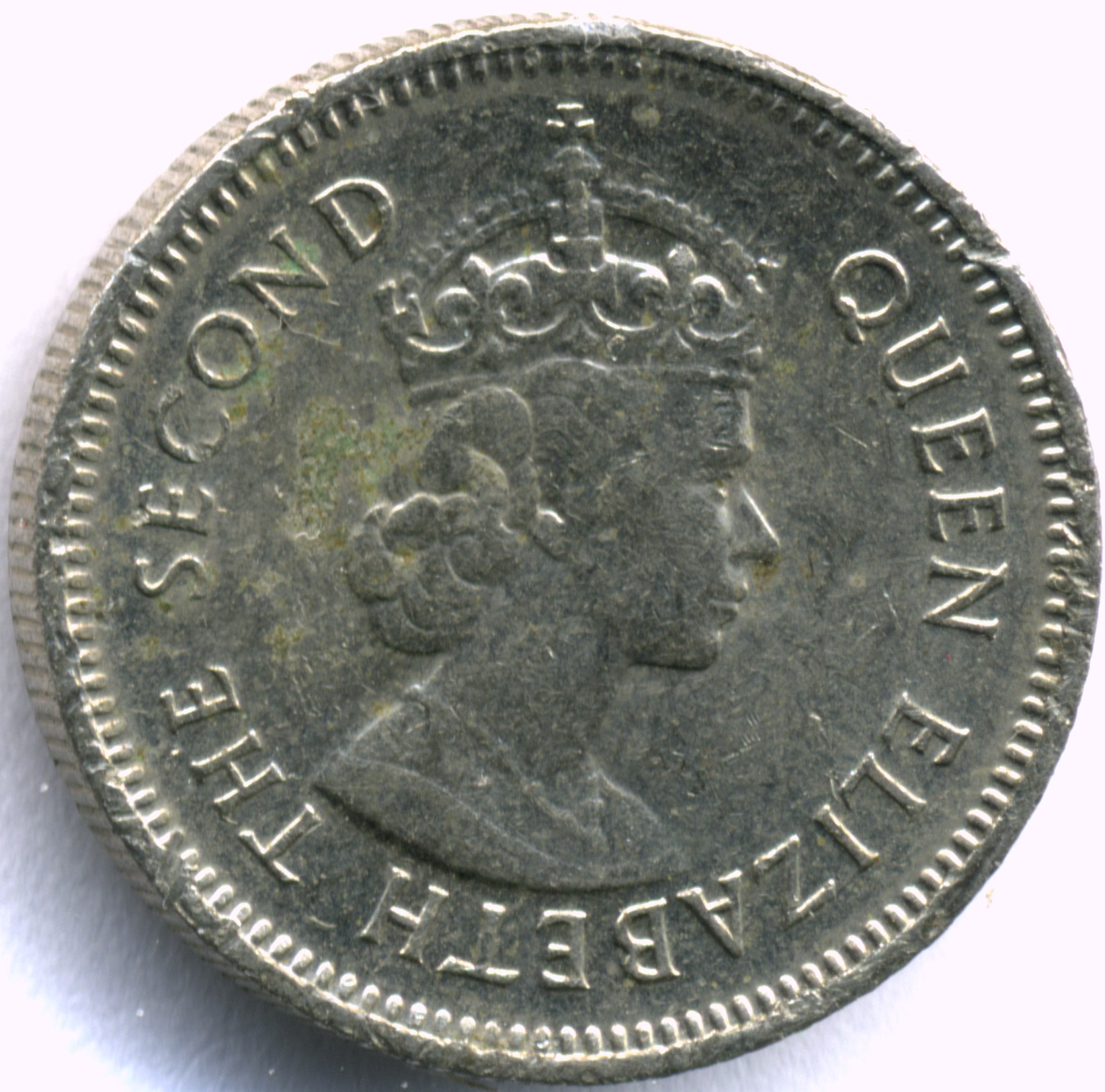
Anverso de una moneda de diez centavos, el tamaño es más pequeño y el borde estriado la distingue de la moneda de cinco centavos
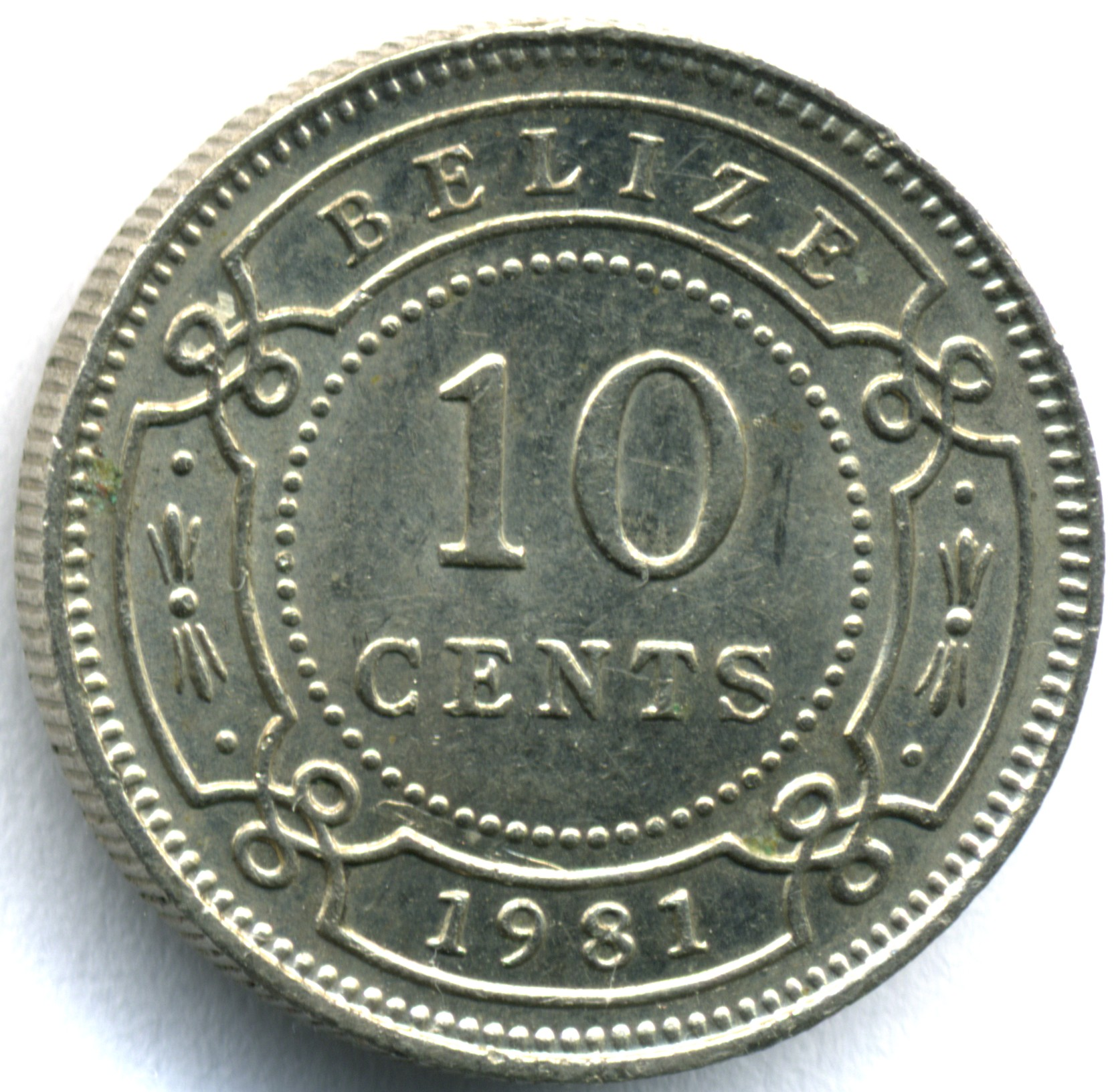
Reverso de la moneda de diez centavos
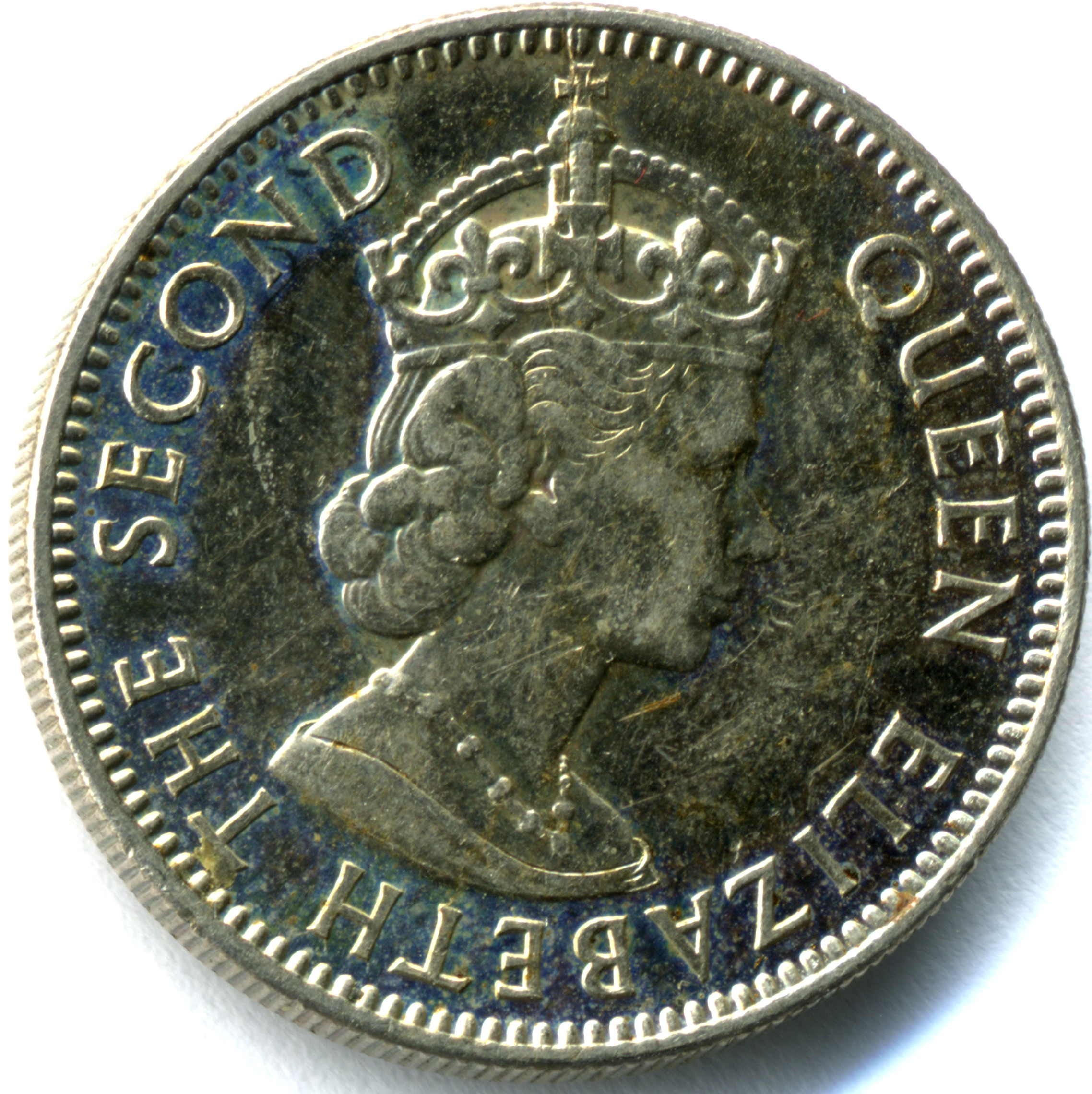
Anverso de una moneda de veinticinco centavos, su tamaño más grande la distingue de la moneda de diez centavos
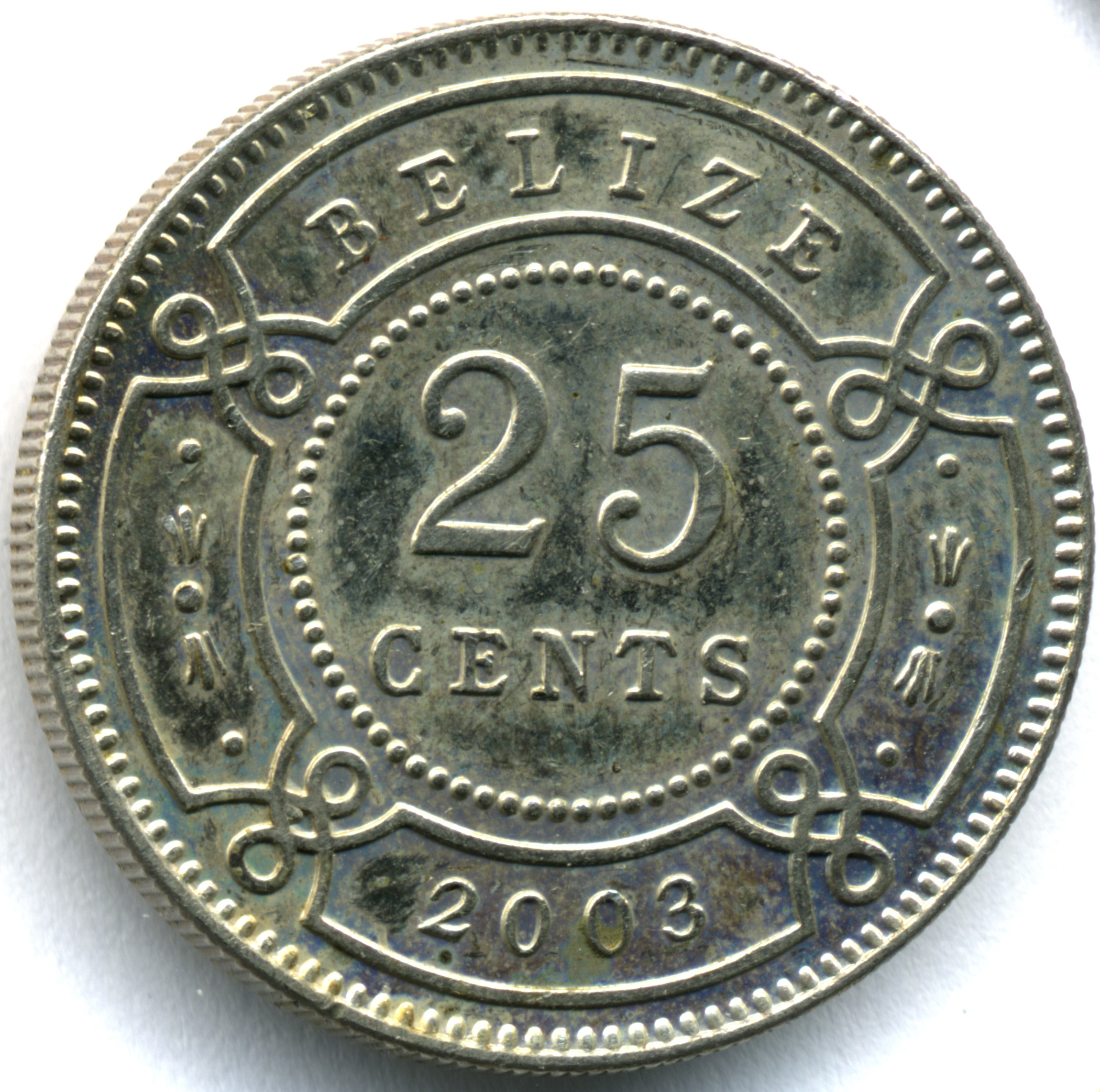
Reverso de una moneda de veinticinco centavos

## Galería

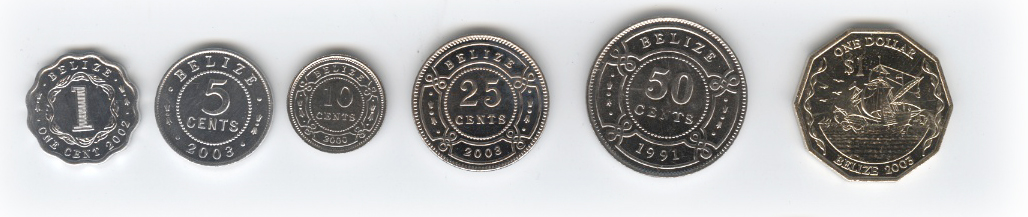
Reverso de las monedas modernas del dólar beliceño
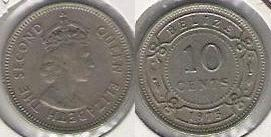
Moneda de 10 centavos de 1975
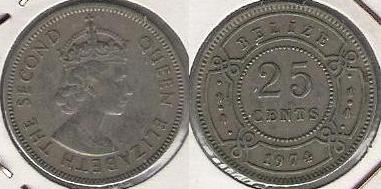
Moneda de 25 centavos de 1974
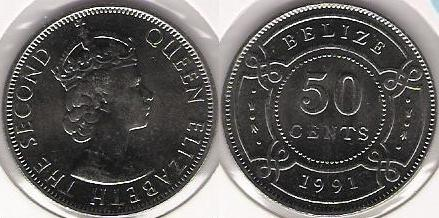
Moneda de 50 centavos de 1991. Como se aprecia, las monedas no tuvieron un cambio drástico desde la independencia de Belice en 1981.
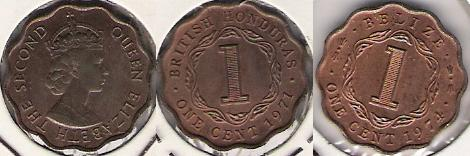
Comparación de monedas de un centavo de la Honduras Británica y Belice. Ambos tipos de monedas comparten el mismo anverso y un reverso similar
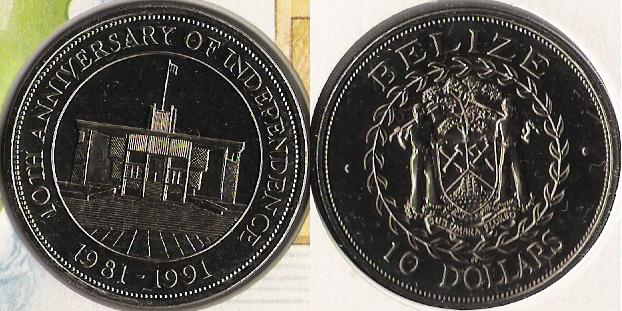
Moneda de diez dólares conmemorativa de 1991 en celebración del décimo aniversario de independencia.